# Walter Nordgren
Börje Walter Nordgren, född 8 maj 1927 i Säffle, Värmland, död 18 september 1964 i Skarpnäck i Stockholm, var en svensk målare, tecknare och illustratör. Han var gift med journalisten Gudrun Nilsson.
Nordgren studerade vid Slöjdföreningens skola i Göteborg 1946–1949, vid Valands konstskola 1950–1951 och vid Konsthögskolan i Stockholm 1951–1956. Under studietiden på Konsthögskolan tilldelades han ett tecknarstipendium 1953 och en belöning ur Söderbergs fond 1956. Han har företagit studieresor till England, Frankrike, Nederländerna och Italien.
Separat ställde ut i Kristinehamn 1959 och han deltog i samlingsutställningarna Unga tecknare på Nationalmuseum 1951–1953, Sveriges allmänna konstförenings utställning Svart och vitt på Konstakademien 1955, vårsalongen på Liljevalchs konsthall 1956, 1958, 1959 och 1963 samt Värmlands konstförenings utställningar 1954–1959. 
Som konstnär arbetade han med stillebens måleri, som illustratör medverkade i Dagens Nyheter, Svenska Morgonbladet, Aftonposten, Form och Pespektiv samt gjorde omslag och illustrationer till Maria Langs böcker Se döden på dig väntar, Mörkögda augustinatt och En främmande man, Harald Beijers Äktenskapsskolan och Hans Perssons Kvinnors kärlek.
För Salgrenska sjukhuset i Göteborg  utförde han 1952 väggmålningen Staden vid havet i tempera.
Nordgren är representerad på Nationalmuseum med blyertsteckningen, Sittande flicka, 1951.